# قلبي ينتمي إلي (أغنية باربرا سترايساند)
«قلبي إلي ينتمي» أو قلبي ينتمي لي، (بالإنجليزية: قلبي ينتمي إلي)، هي أغنية شعبية تعود إلى عام 1977. وقد كتبت أولا من قبل كاتب الاغاني، «آلان جوردون»، ولكن تم تسجيل الإصدار الأكثر شهرة من الأغنية التي كتبها المغنية والممثلة الأمريكية باربرا سترايسند.
الأغنية انجزت في الأصل من أجل إدراجها في العمل السينمائي ميلاد نجم (فيلم)، ولكن لم يتم إدراجها لم يتم في ذلك المشروع السينمائي.
ولكن تشارلي كاليلو، والمنتج المشارك أكملوا التمرن على أداء الأغنية مع باربرا سترايسند إلى إن تم إصدار العمل تحت عنوان «قلبي ينتمي إلي».

## مراتب وأرقام
تصدرت الأغنية عدة تصنيفات ومراتب أهمها في تحقيق الرتبة الرابعة في بيلبورد هوت 100.
- المرتبة 1 U.S. Billboard Hot 100[3]
- المرتبة 4 U.S. Billboard Adult Contemporary Tracks[4]
- المرتبة 4 5U.S. Cash Box Top 100[5]
- المرتبة 3 Canadian RPM Top Singles[6]
- المرتبة 1 Canadian RPM Adult Contemporary[7]